# Mads Vinding

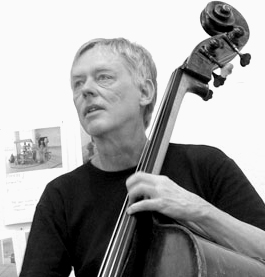
Mads Vinding

Mads Vinding (* 7. Dezember 1948 in Kopenhagen) ist ein dänischer Jazzbassist.

## Wirken
Vinding begann 1964 als professioneller Jazzmusiker zu spielen. Er war lange Hausbassist im berühmten Jazzclub Monmartre in Kopenhagen und begleitete dabei zahlreiche ausländische Jazzmusiker. Er spielte u. a. mit Herbie Hancock, Stan Getz, Lee Konitz, Chet Baker, Quincy Jones, Ben Webster, Hank Jones, Peter Herbolzheimer, Johnny Griffin, Duke Jordan, Kenny Drew, Martial Solal, Bob Brookmeyer, Putte Wickman, Charlie Mariano, Art Farmer und Dee Dee Bridgewater. Anfang der 1990er Jahre spielte er mit Alex Riel im Trio des Pianisten Thomas Clausen (Psalm, 1994). Auch gehörte er zum Trio von Finn Savery.
Vinding gründete ein eigenes Trio, das 1997 mit Enrico Pieranunzi und Alex Riel startete und mit dem Album The Kingdom Where Nobody Dies den Preis als beste Jazz CD in Dänemark gewann. 1998 spielte in seinem Trio Roger Kellaway und ab 1999 bei Carsten Dahl am Klavier. Mit ihrem Album Six Hands, Three Minds, One Heart (Stunt Records 2000, Live aus dem Copenhagen Jazzhouse) gewannen sie drei dänische Grammys.
Daneben schrieb er auch einige Filmmusiken.
2007 erhielt er den Django d’Or (Dänemark) als Master of Jazz und 1982 den Ben Webster Prize.